# Pardoși
Pardoşi é uma comuna romena localizada no distrito de Buzău, na região de Valáquia. A comuna possui uma área de 22.65 km² e sua população era de 515 habitantes segundo o censo de 2007.